# Neak Mneang Tei
Neak Mneang Tei, död efter 1687, var regerande drottning av Kambodja under tre månader år 1687.
Hon var gift med Barom Reachea V, och mor till kung Chey Chettha IV. Hennes son blev kung för första gången år 1675, och regerade mellan fem och sex gånger. Positionen som kungamoder var en mycket hög position i det dåtida Kambodja. År 1687 abdikerade hennes son till hennes förmån. Hon accepterade hans erbjudande och besteg tronen. Hon var den första kvinnliga regenten i Kambodja sedan Jyestha av Sambhupura. Hon regerade i tre månader. Hon valde sedan att abdikera till förmån för sin son. 